# والتر هيوز دونكان
والتر هيوز دونكان (بالإنجليزية: Walter Hughes Duncan)‏ هو فلاح وسياسي أسترالي وبريطاني (وحمل سابقاً جنسية المملكة المتحدة لبريطانيا العظمى وأيرلندا)، ولد في 29 أبريل 1848 في المملكة المتحدة، وتوفي في 12 مايو 1906 في المحيط الهندي. حزبياً، نشط في National Defence League (Australia) ‏. وقد انتخب عضو مجلس النواب جنوب أستراليا من الجمعية عن دائرة Electoral district of Murray (South Australia) ‏ وقد انضم خلال فترته النيابية (3 مايو 1902 – 12 مايو 1906)  للكتلة البرلمانية National Defence League (Australia) ‏ وانتخب عضو مجلس النواب جنوب أستراليا من الجمعية عن دائرة Electoral district of Onkaparinga ‏ وقد انضم خلال فترته النيابية (25 أبريل 1896 – 2 مايو 1902)  للكتلة البرلمانية National Defence League (Australia) ‏.